# 294
294 (CCXCIV) var ett normalår som började en måndag i den julianska kalendern.

## Händelser

### Okänt datum
- Tuoba Lu Guan efterträder Tuoba Fu som hövding över den kinesiska Tuobastammen.

## Avlidna
- Tuoba Fu, hövding över den kinesiska Tuobastammen